# Verhängnisvolle Vergangenheit
Verhängnisvolle Vergangenheit, auch Tod in den Wäldern (Originaltitel: A Murder on Shadow Mountain), ist ein 1999 von Dick Lowry inszeniertes Filmdrama.

## Handlung
Dennis Traynor ist beruflich erfolgreich und hat eine Familie. Er wird plötzlich unter dem Vorwurf verhaftet, dass er vor 27 Jahren im Wald in Oregon einen Mord beging. Dennis beteuert seine Unschuld. Seine Frau Barbara organisiert seine Verteidigung.
Dennis offenbart Barbara, dass er den Mann tötete, behauptet jedoch, es sei Notwehr gewesen. Barbara bekommt Zweifel, ob das stimmt. Sie sucht und findet dennoch eine Entlastungszeugin.

## Kritiken
- Das Lexikon des internationalen Films schrieb, „die mäßig spannende Geschichte“ beruhe auf authentischen Ereignissen und sei „ohne großen Aufwand fürs Fernsehen eingerichtet“. Sie streife nur am Rande „ihre ernsthaften Aspekte, etwa die Frage nach menschlichem Versagen und moralischer oder juristischer Schuld“ wie auch „die psychologischen Probleme und sozialen Konflikte“.[1]
- prisma schrieb, der Thriller handle um „Schuld und Sühne, Vertrauen und Verrat“. Er sei „kein Meisterwerk“, biete jedoch „spannende Unterhaltung“. Die bewährten Hauptdarsteller Lee und Coyote würden ihn tragen.[2]

## Dies und Das
Das Drama ist eine Verfilmung des Romans „Mountain Madness“ von Donald G. Bross und Jimmy Dale Taylor.